# Hydraecia petasitis
Hydraecia petasitis là một loài bướm đêm trong họ Noctuidae.

## Hình ảnh

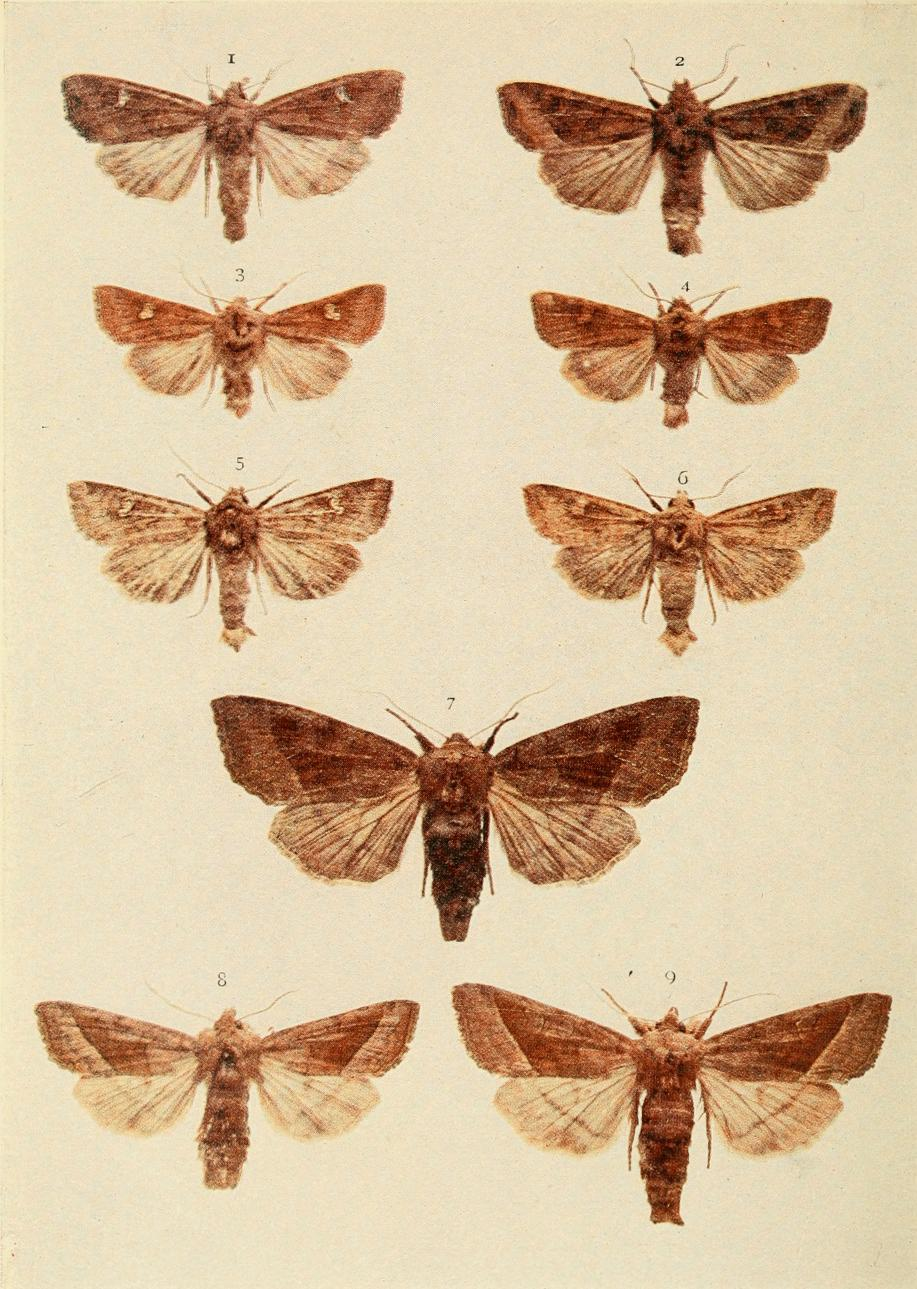